# باشگاه فوتبال نیوپورت پنیول یونایتد
باشگاه فوتبال نیوپورت پنیول یونایتد (به انگلیسی: Newport Pagnell Town) یک باشگاه فوتبال در شهر نیوپورت پنیول، کشور انگلستان است که در سال ۱۹۶۳ میلادی تأسیس شده‌است.